# Marcel Urlings
M.L.M. (Marcel) Urlings (Beek, 4 juli 1950) is een Nederlandse luitenant-generaal b.d. Hij was de laatste bevelhebber der Landstrijdkrachten (BLS) in de geschiedenis van de Koninklijke Landmacht.

## Levensloop

#### Diensttijd
- In 1969 begonnen met een studie aan de Koninklijke Militaire Academie te Breda. Na deze opleiding geplaatst bij het 11 Geniebataljon in Wezep.
- Van 1977 tot 1979 werkzaam bij de sectie Plannen van het Genie Opleidingscentrum te Vught.
- Bevorderd tot kapitein; wordt plaatsvervangend commandant van de 12e Pantsergeniecompagnie te Nunspeet. Bekleedt die functie tot 1982.
- Studie aan de Hogere Krijgschool; volgt cursussen Stafdienst en Hogere Militaire Vorming.
- Van 1984 tot 1988 werkzaam bij de directie Personeel van de Koninklijke Landmacht in de rang van majoor.
- Achtereenvolgens benoemd tot plaatsvervangend hoofd sectie Algemeen Beleid en hoofd sectie Plannen.
- Van 1988 tot 1990 geplaatst bij de afdeling Plannen bij de Landmachtstaf in de rang van luitenant-kolonel.

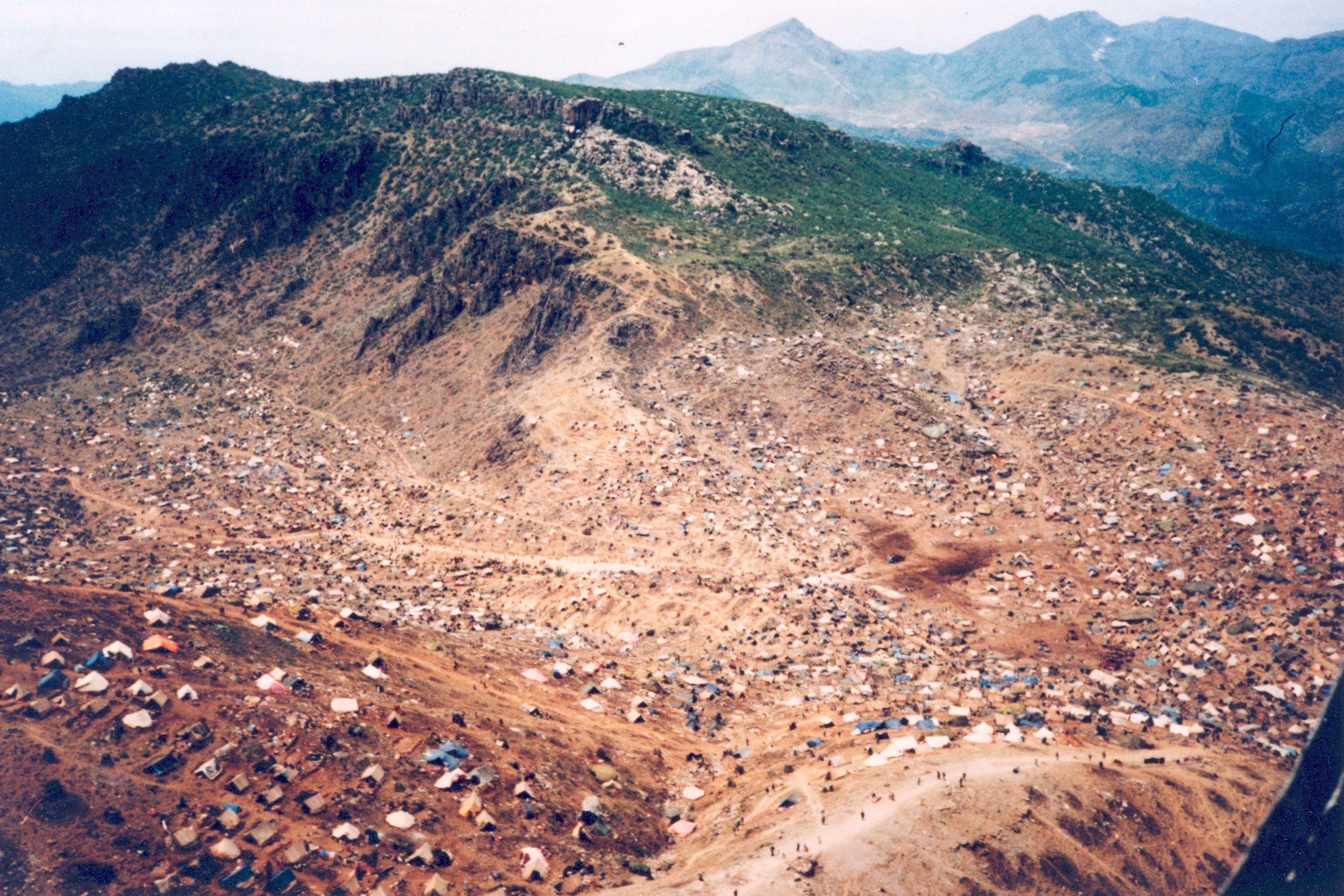
Een vallei met vluchtelingen in Noord Irak ten tijde van Operatie Provide Comfort

- Een vallei met vluchtelingen in Noord Irak ten tijde van Operatie Provide ComfortIn 1990 benoemd tot commandant van het 11 Geniebataljon in Wezep. In het voorjaar van 1991 neemt Urlings deel aan de Operatie Provide Comfort. In Noord-Irak voert hij het bevel over een geniebataljon dat met het 11 Geniebataljon als kern verantwoordelijk is voor het verlenen van humanitaire hulp aan Koerdische vluchtelingen.
- Bevorderd tot kolonel wordt hij in april 1992 chef-kabinet van de chef-Defensiestaf (CDS).
- Van 1994 tot medio 1995 studeert hij aan het United States Army War College te Carlisle (Pennsylvania). In de rang van brigadegeneraal van 17 juli 1995 tot 6 april 1998 souschef Beleid en Bedrijfsvoering bij de Directie Materieel Koninklijke Landmacht.
- In de periode van 24 april 1998 tot 22 maart 2000 bevorderd tot generaal-majoor en aangesteld als plaatsvervangend bevelhebber der Landstijdkrachten.
- Bevorderd tot luitenant-generaal en benoemd tot commandant van het Eerste Duits-Nederlandse Legerkorps te Münster (Noordrijn-Westfalen). Tijdens zijn commando wordt het hoofdkwartier omgevormd tot een High Readiness Force Headquarter van de NAVO

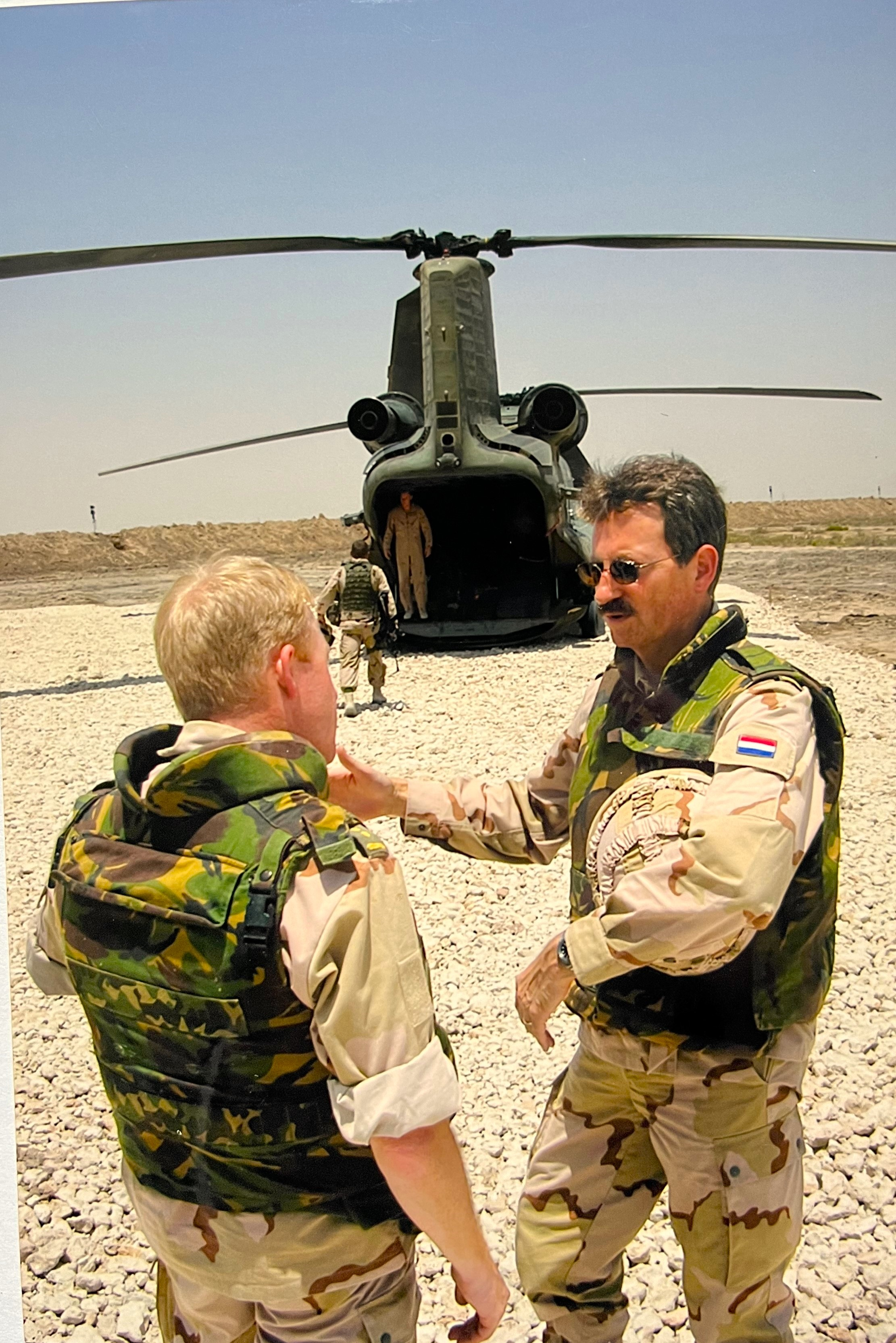
In augustus 2002 benoemd tot bevelhebber der Landstrijdkrachten (BLS). Als BLS krijgt hij te maken met de zogenoemde stichting Redt de Groene Baret. In 2001 besloot de Legerraad een nieuw uniform in te voeren met een baret die erg veel lijkt op de baret van het Korps Commandotroepen. De Commandotroepen dagen de legerleiding voor de rechter en beginnen een slepende bodemprocedure. In 2005 besluit Urlings de nieuwe baret af te schaffen.  - Generaal Urlings op werkbezoek bij SFIR in Irak - Generaal Urlings op werkbezoek bij ISAF in Afghanistan
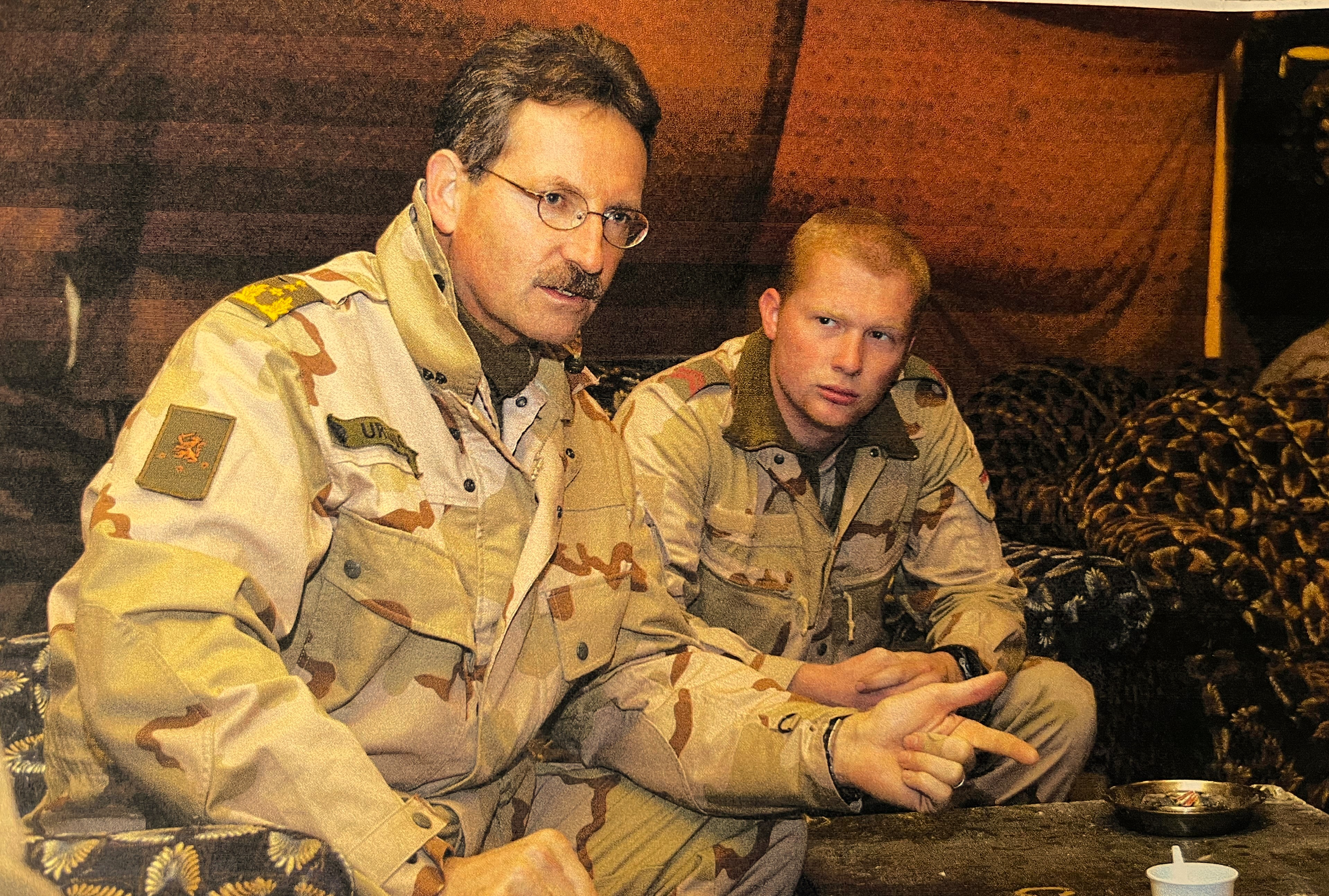
Generaal Urlings op werkbezoek bij ISAF in Afghanistan

- Draagt op 5 september 2005 het bevel over de Koninklijke Landmacht over aan generaal Peter van Uhm en neemt op 9 september afscheid van de Landmacht. Vanwege zijn buitengewone verdiensten wordt hij onderscheiden met de Bronzen Soldaat.

#### Buiten dienst
- In de periode 2005 – 2011 was Urlings Lid van verschillende (onderzoeks)commissies van de Ministeries van Defensie, Buitenlandse zaken en Justitie, waaronder de Onderzoekscommissie Helicopterongeval Afghanistan (2006-2007), de Commissie Evaluatie van de Herinrichting van het Stelsel van Speciale eenheden (2008), de Klankbordgroep Toekomstverkenningen Krijgsmacht (2008-2010) en de Commissie van onafhankelijke experts Eindevaluatie ISAF(2011).
- Van 2008 tot 2020 was Urlings Lid van de Adviesraad Internationale Vraagstukken (AIV) en Vicevoorzitter van de Commissie Vrede en Veiligheid van de AIV. Als Voorzitter of Vice-voorzitter gaf hij leiding aan een groot aantal adviestrajecten. Hij was onder meer Voorzitter van de Commissie Crisisbeheersingsoperaties in Fragiele Staten (2008-2009), de Commissie Digitale Veiligheid (2011) en de Commissie Autonome Wapensystemen (2015). Urlings overhandigt het AIV-rapport Digitale Oorlogvoering aan de ministers Ivo Opstelten, Hans Hillen en Uri Rosenthal

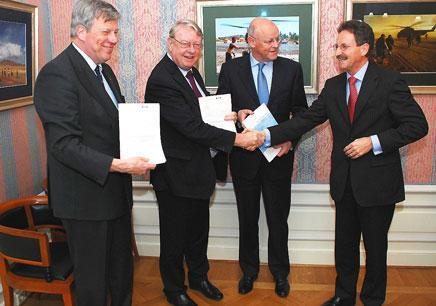
Urlings overhandigt het AIV-rapport Digitale Oorlogvoering aan de ministers Ivo Opstelten, Hans Hillen en Uri Rosenthal

- In de periode 2008 – 2020 was Urlings voorts Vicevoorzitter van het Dagelijks en Algemeen Bestuur van Instituut Clingendael (2010-2018), Lid van de Raad van Advies van Plan Nederland (2008-2018), Lid van het Algemeen Bestuur van de Atlantische Commissie (2009-2015), Lid van het Algemeen Bestuur van de Stichting Nationaal Erfgoed 'Hotel de Wereld' (2009-2014) en Gastdocent van de leergang Beleidsontwikkeling Defensie (2011-2019).

## Onderscheidingen
- Officier in de Orde van Oranje-Nassau met de Zwaarden.
- Herinneringsmedaille Multinationale Vredesoperaties (HMV4)
- Onderscheidingsteken voor Langdurige Dienst als officier, met cijfer XXX
- Landmachtmedaille
- Kruis voor de Tweedaagse Militaire Prestatietocht
- Grote kruis van Verdienste in de Orde van Verdienste van de Bondsrepubliek Duitsland
- Commandeur Orde van Verdienste van Frankrijk.
- Kruis in de Orde van Victorie van Chili
- Bronzen Soldaat met bijbehorend Gouden erekoord